# Rainel Guerra
Rainel Guerra (ur. 20 sierpnia 1981) – wenezuelska zapaśniczka w stylu wolnym. Zajęła jedenaste miejsce w mistrzostwach świata w 2001. Zdobyła trzy medale mistrzostw panamerykańskich, srebro w 2003 i 2004. Triumfatorka igrzysk Ameryki Środkowej i Karaibów w 2001, a także igrzysk boliwaryjskich w 2001. Czwarta w Pucharze Świata w 2005 roku.